# أليخاندرو فرنانديز (متسابق سيارات)
أليخاندرو فرنانديز (بالإسبانية: Alejandro Fernández)‏ هو سائق سيارة سباق كولومبي، ولد في 26 يناير 1996 في بوغوتا في كولومبيا.